# فرودگاه ویلونا
فرودگاه ویلونا  (به انگلیسی: Wiluna Airport)  یک فرودگاه همگانی  با کد یاتا WUN است که یک باند فرود آسفالت دارد و طول باند آن ۱۸۱۱ متر است. این فرودگاه در  کشور استرالیا قرار دارد و در ارتفاع ۵۰۳ متری از سطح دریا واقع شده است.